# Weerkerk
Een weerkerk, vestingkerk of castrale kerk is een kerkgebouw dat tevens een verdedigende functie had: ze dienden als toevluchtsoord in tijden van oorlog of plundering en zijn vooral te vinden op het platteland, waar de bevolking beschermende stadsmuren ontbeerde.
Strikt genomen kan worden gesteld dat alleen kerken die een verdedigende functie hebben (en niet hadden) weerkerken zijn en dat thans alleen nog van voormalige weerkerken kan worden gesproken. Met hun verdedigende functie verloren veel versterkte kerken ook hun uiterlijke weerkerkkenmerken. Veel (voormalige) weerkerken zijn dan ook nog maar moeilijk als zodanig herkenbaar. Weerkerken zijn overal in Europa te vinden. Er is zelfs gesteld dat op alle plaatsen waar men zich ervoor interesseert versterkte kerken ontdekt worden.
Niettemin staan sommige gebieden, zoals de Thiérache in Noord-Frankrijk en Zevenburgen (Transsylvanië) in Roemenië, bij uitstek bekend om hun weerkerken: in die gebieden zijn er op een relatief kleine oppervlakte veel bewaard gebleven. De Saksische weerkerken van Zevenburgen staan collectief op de Werelderfgoedlijst van UNESCO.
Andere gebieden met goed herkenbare weerkerken zijn Stiermarken en Karinthië in Oostenrijk, verschillende gebieden in Duitsland (onder meer Franken en Thüringen), het Oostzeegebied (de eilanden Bornholm, Gotland, Öland en Saaremaa), Zuid-Frankrijk en de Spaanse eilanden Ibiza en Formentera.
Hieronder worden enkele gebieden met veel weerkerken gepresenteerd.

## Frankrijk
In Frankrijk is de grootste concentratie weerkerken (églises fortifiées) te vinden in de noordelijke Thiérache, waar bestaande kerken tijdens de Tachtigjarige Oorlog werden voorzien van bakstenen hoektorens en donjons met schietgaten, die de bevolking in staat stelden zichzelf en hun vee voor ongeveer drie dagen te behoeden voor plunderende soldaten. Het zijn er ruim zestig, onder meer in Beaurain, Burelles, Englancourt, Jeantes, Montcornet, Plomion en Wimy.
Een ander gebied met weerkerken is het zuidwesten van het land, met in de eerste plaats de cathédrale Sainte-Cécile van Albi, die de Katharen moest weerstaan. In het departement Aveyron hebben Rodez en kleinere plaatsen als Boussac, Inières en Sainte-Radegonde versterkte kerken. Het plaatsje Seix in de Haut-Salat dankt zijn weerkerk aan zijn ligging aan de grens met Spanje.

## Duitsland
Het Duitse taalgebied maakt onderscheid tussen Wehrkirchen, kerkgebouwen die zelf versterkt zijn, en Kirchenburgen, kerkburchten, waarbij het kerkgebouw is omringd door een verdedigingsmuur.
De grootste kerkburcht in Duitsland, Kirchenburg Ostheim, bevindt zich in het Beierse Ostheim vor der Rhön. In de nabijgelegen gebieden Franken en Thüringen bevinden zich nog verschillende andere versterkte kerken, maar ook zijn ze te vinden in het Ertsgebergte, bijvoorbeeld in Mittelsaida. Veel versterkte kerken in Duitsland zijn in de Dertigjarige Oorlog tot stand gekomen.

## Roemenië
In het Roemeense landsdeel Transsylvanië of Zevenburgen bevinden zich zo'n 150 door Duitse ("Saksische") immigranten gebouwde weerkerken, vooral in het zuiden van dit gebied. Zeven dorpen met hun weerkerk staan sinds 1993 op de Werelderfgoedlijst van de UNESCO: Biertan, Câlnic, Dârjiu, Prejmer, Saschiz, Valea Viilor en Viscri. Die van Prejmer is de grootste weerkerk van Zuidoost-Europa. De onderling sterk verschillende weerkerken vormden een bescherming tegen plunderende Turkse en Tataarse troepen.

## Oostenrijk
In Karinthië en in Stiermarken werden eveneens verschillende kerken versterkt om bescherming te bieden tegen invallende Turken. De grootste kerkburcht in Stiermarken is die van Eisenerz (St. Oswald, versterkt tussen 1532-34) , terwijl die van Diex (St. Martin) geldt als de voornaamste in Karinthië.

## Bornholm en het Oostzeegebied
De vier rundkirker op het Deense eiland Bornholm zijn eveneens weerkerken. Ze werden tussen circa 1150 en 1250 gebouwd en dienden, behalve als kerk, ter verdediging tegen zeerovers. Ze zijn te vinden in Østerlars, Nylars, Olsker en Nyker. Die van Østerlars is de oudste en de grootste. De kerken hebben één centrale pilaar en drie verdiepingen: op de middelste bevonden zich voorraden en vanaf de bovenste (in Nyker ontbrekend) kon worden geschoten. Alle vier de kerken kregen hun karakteristieke conische dakconstructies pas nadat ze hun verdedigende functie hadden verloren.
Noordelijker in het Oostzeegebied zijn weerkerken te vinden op de Zweedse eilanden Öland (Källa) en Gotland (Bunge), op het Estische Saaremaa (Pöide) en op het Estische vasteland (Märjamaa). In Noordoost-Polen heeft Kętrzyn een weerkerk, die de heidense Litouwers op afstand moest houden en die werd geïntegreerd in de stadsmuur.

## De Pityusen: Ibiza en Formentera
Weerkerken zijn ook karakteristiek voor de Spaanse eilanden Ibiza en Formentera. Evenals op de Oostzee-eilanden werden ze gebouwd ter verdediging tegen plunderaars vanaf zee. Ze bevinden zich op hoge plaatsen, zoals die van Santa Eulària op de Puig de Missa. Op het dak van de weerkerken van Ibiza hebben eeuwenlang kanonnen gestaan.